# Telothyria comata
Telothyria comata är en tvåvingeart som först beskrevs av Wulp 1890.  Telothyria comata ingår i släktet Telothyria och familjen parasitflugor. Inga underarter finns listade i Catalogue of Life.